# نووسیولوفکا (سرزمین آلتای)
نووسیولوفکا (به لاتین: Novosyolovka) یک منطقهٔ مسکونی در روسیه است که در سرزمین آلتای واقع شده‌است.